# Strimhäger
Strimhäger (Butorides striata) är en fågel i familjen hägrar inom ordningen pelikanfåglar med mycket vid utbredning.

## Utbredning och systematik
Strimhägern förekommer huvudsakligen i Sydamerika, från östra Panama till norra Argentina, Bolivia och Chile. Systematiken inom släktet Butorides har varit synnerligen omstritt, men har traditionellt delats in i två arter: dels nordamerikanska grönryggig häger (Butorides virescens) och mangrovehäger (Butorides striata) med utbredning i både Sydamerika, Afrika, Asien, Australien och Oceanien. Fåglar med intermediärt utseende i norra Sydamerika har använts som argument att hybridisering förekommer och att grönryggig häger och mangrovehäger borde betraktas som en och samma art. Men inga blandhäckningar är kända från områden där de möts och de intermediära fåglarna anses vara inom variationen för striata. Mangrovehägern i sig har föreslagits utgöra flera arter, eftersom det vinröda bröstet, den största artskiljande karaktären för grönryggig häger, också återfinns i bestånd av mangrovehäger i Gamla världen. Den mörka populationen på Galápagosöarna har också väckt huvudbry och urskilts antingen som egen art, galápagoshäger (Butorides sundevalli), eller som en del av mangrovehägern baserat på förekomsten av striata-lika fåglar på några av öarna och blandformer dem emellan. 
Genetiska studier från 2023 av så kallade ultrakonserverade element (UCE) i kärn-DNA samt även mitokondrie-DNA visar, ttillsammans med morfologiska jämförelser, att släktet kan delas in i fyra tydliga klader: galápagoshäger, grönryggig häger, mangrovehägrar i Sydamerika (nominatformen striata) och mangrovehägrar i övriga världen. Enligt analysen av kärn-DNA är den senare kladen dessutom systergrupp till övriga och galápagoshägern är närmast släkt med grönryggig häger, inte sydamerikanska mangrovehägrar. Vidare tillhör den ljusa populationen på öarna inte striata som man tidigare trott utan är en del av galápagoshägern, som alltså är en kraftigt polymorfisk art. De fyra kladerna skiljer sig åt i tarslängd och galápagoshägern har en unikt kraftig näbb, sannolikt en anpassning till en avvikande föda med större inslag av kräftdjur. Att galápagoshägern står närmast den geografiskt mer avlägsna arten grönryggig häger kan enligt Mendales förklaras av att sundevalli har sitt ursprung i felflugna virescens – olikt striata är vissa bestånd av grönryggig häger flyttfåglar. En liknande förklarlingsmodell finns för ursprunget till galápagosvråken som genetiskt står närmast nordamerikanska flyttfågeln prärievråk.
Studien har lett till att släktet delats in i fyra arter: gálapagoshäger, grönryggig häger, strimhägern och mangrovehäger, den senare med det nya vetenskapliga artnamnet atricapilla. Även mangrovehäger i begränsad mening kan bestå av olika arter, men där är resultaten delvis motsägande och Mendales rekommenderar att fler studier behövs.

## Status och hot
Internationella naturvårdsunionen IUCN behandlar arterna i släktet Butorides som en och samma art, varför bedömningen av dess hotstatus som livskraftig utgår från hela populationen sammantaget.